# 아랫녘 수륙재
아랫녘 수륙재(아랫녘水陸齋)란 조선 초기부터 모든 수륙의 고혼 천도를 위하여 행해졌던 불교 의례이다. 2014년 3월 24일 대한민국의 국가무형문화재 제127호로 지정되었다.

## 개요
아랫녘 수륙재는 조선왕조실록에 설행기록이 나타나는 등 역사성과 예술성이 높으며, 개인 천도의 성격을 띤 영산재에 비해 대중적 성격이 두드러지고 낮재·밤재 합설이라는 의례상 특수성을 지닌다. 경상남도 일대에서 전승되던 범패의 맥을 이어, 의례와 음악적 측면에서 경상남도 지방의 지역성을 내포하고 있는 불교 의례로 가치가 크다.

## 보유 단체
문화재청장은 아랫녘 수륙재보존회의 전승능력과 전승환경이 우수하여 중요무형문화재 《아랫녘 수륙재》 보유 단체로 인정하였다.

## 같이 보기
- 수륙재
- 아랫녘 수륙재보존회 : 2002년 3월 1일 설립

## 참고 자료
- 아랫녘 수륙재 - 국가유산청 국가유산포털